# Баррелл Тауншип (округ Індіана, Пенсільванія)
Баррелл Тауншип (англ. Burrell Township) — селище (англ. township) в США, в окрузі Індіана штату Пенсільванія. Населення — 3491 особа (2020).

## Демографія
Згідно з переписом 2010 року, у селищі мешкали 4393 особи в 1741 домогосподарстві у складі 1040 родин. Було 1860 помешкань
Расовий склад населення:
| - 94,9 % — білих - 2,9 % — чорних або афроамериканців - 0,2 % — корінних американців - 0,1 % — азіатів |

До двох чи більше рас належало 1,3 %. Частка іспаномовних становила 1,7 % від усіх жителів.
За віковим діапазоном населення розподілялося таким чином: 17,3 % — особи молодші 18 років, 67,4 % — особи у віці 18—64 років, 15,3 % — особи у віці 65 років та старші. Медіана віку мешканця становила 37,5 року. На 100 осіб жіночої статі у селищі припадало 129,0 чоловіків;  на 100 жінок у віці від 18 років та старших — 141,3 чоловіків також старших 18 років.
Середній дохід на одне домашнє господарство  становив 51 423 долари США (медіана — 41 802), а середній дохід на одну сім'ю — 62 614 долари (медіана — 50 326). Медіана доходів становила 41 600 доларів для чоловіків та 27 989 доларів для жінок. За межею бідності перебувало 18,3 % осіб, у тому числі 14,9 % дітей у віці до 18 років та 4,9 % осіб у віці 65 років та старших.
Цивільне працевлаштоване населення становило 1857 осіб. Основні галузі зайнятості: освіта, охорона здоров'я та соціальна допомога — 25,4 %, роздрібна торгівля — 18,0 %, виробництво — 12,9 %, мистецтво, розваги та відпочинок — 12,4 %.